# هیو هاکسلی
هیو هاکسلی (انگلیسی: Hugh Huxley; ۲۵ فوریهٔ ۱۹۲۴ – ۲۵ ژوئیهٔ ۲۰۱۳) دانشمند در زمینه زیست‌شناسی مولکولی اهل بریتانیا بود.
وی همچنین برندهٔ جوایزی همچون همکار انجمن سلطنتی، مدال کاپلی، مدال فرانکلین، مدال پادشاهی، جایزه لوئیزا گراس هوروویتس، جایزه جهانی علمی آلبرت انیشتین، و جایزه گاردینر شده‌است.